# Hirschkarspitze
Die Hirschkarspitze (auch Hirschkarspitz und Hirschinger) ist ein 2118 m ü. A. hoher Berg in der Goldberggruppe der Zentralalpen im österreichischen Bundesland Salzburg.

## Lage und Umgebung
Der felsige Gipfel der Hirschkarspitze erhebt sich in der Katastralgemeinde Wieden der Marktgemeinde Bad Hofgastein. Zu den Bergen in der Umgebung zählen der 2327 m ü. A. hohe Lungkogel im Südwesten und der 2373 m ü. A. hohe Mauskarkopf im Westen. Mit dem Hundsdorfer Graben hat ein Nebenbach des Schloßbachs seinen Ursprung am auf der Hirschkarspitze.
Einzelhöfe am Berg sind der Brandnerhof und das Maurachgut an den nordöstlichen Hängen sowie das Mitteregggut an den östlichen Hängen. Sie gehören zur Ortschaft Weinetsberg. Bei der Haitzingalm an den östlichen Hängen und der Maurachalm an den nördlichen Hängen handelt es sich um Almen. Gastronomie- oder Beherbergungsbetriebe am Berg sind das Naturfreundehaus Hofgasteinerhaus sowie der Aeroplanstadl, die Bärsteinalm und die Kitzsteinalm.
Auf der Hirschkarspitze befindet sich eine Stempelstelle für Wandernadeln des Österreichischen Alpenvereins. Über die südlichen Hänge führt die Kabinenbahn der Schlossalmbahn. Rund um die Hirschkarspitze verlaufen Schipisten.

## Geologie
In geologischer Hinsicht ist die Hirschkarspitze von Prasinit und Amphibolit des Tauernfensters (Penninikum) geprägt.

## Fauna und Flora
Die Gamswild-Ruhezone Hirschkarspitz im Gipfelbereich darf von 1. Dezember bis 31. Mai nicht betreten werden. Abschnittsweise wachsen an den nordwestlichen Hängen Rostblättrige Alpenrosen (Rhododendron ferrugineum), an den nordöstlichen und südöstlichen Hängen Grünerlen-Buschwald und an den südwestlichen Hängen Gamsheide (Loiseleuria procumbens).